# Septoria lineolata
Septoria lineolata är en svampart som beskrevs av Sacc. & Speg. 1881. Septoria lineolata ingår i släktet Septoria och familjen Mycosphaerellaceae.   Inga underarter finns listade i Catalogue of Life.